# Paulo Thiago
Paulo Thiago Ferreira Paes de Oliveira ORB (Aimorés, 8 de outubro de 1945 — Rio de Janeiro, 5 de junho de 2021) foi um cineasta brasileiro.

## Biografia
Radicado desde os cinco anos de idade no Rio de Janeiro, na adolescência teve aulas de violão com Roberto Menescal e aproximou-se do grupo da bossa nova, chegando a tirar terceiro lugar no Festival da Canção da TV Record em 1965, com a música “Queixa”, composta em parceria com Zé Keti e Sidney Miller.
Graduado em Economia e Sociologia Política pela Pontifícia Universidade Católica do Rio de Janeiro (PUC), chegou a trabalhar no Instituto Econômico de Pesquisas Aplicadas e no Instituto de Pesquisas Cândido Mendes. Mas, frequentador das sessões da Cinemateca do Museu de Arte Moderna do Rio de Janeiro (MAM) e do Cine Paissandu, começou a realizar curtas-metragens ainda no período da faculdade, vindo a optar mais adiante pela carreira cinematográfica.
Seu primeiro documentário em 35mm, A Criação Literária de Guimarães Rosa, foi premiado no Festival de Santarém, em Portugal. Em sua terra natal, Aimorés, rodou seu primeiro longa-metragem, Os Senhores da Terra, uma alegoria sobre o coronelismo que conquistou o Prêmio da Crítica no Festival de Karlovy Vary.
Em 1981, fundou a Encontro Produções Cinematográficas, passando também a produzir filmes de outros realizadores, como Haroldo Marinho Barbosa (Engraçadinha), Oswaldo Caldeira (Muda, Brasil) e David Neves (Fulaninha).
Foi um dos fundadores da Associação Brasileira de Cineastas e presidiu, de 1985 a 1987, a Associação Brasileira de Produtores Cinematográficos.
Em 2006, foi agraciado pelo então presidente Luiz Inácio Lula da Silva à Ordem de Rio Branco no grau de Oficial suplementar por méritos cinematográficos.
Morreu na madrugada de 5 de Junho de 2021, no Rio de Janeiro, aos 75 anos, vitimado por uma parada cardíaca em consequência de uma doença hematológica.

## Filmografia
- 2005: Coisa Mais Linda: Histórias e Casos da Bossa Nova[1]
- 2003: O Vestido[1]
- 2002: Poeta de Sete Faces[1]
- 1998: Policarpo Quaresma, Herói do Brasil[1]
- 1993: Vagas para Moças de Fino Trato[1]
- 1989: Jorge, um Brasileiro[5][1]
- 1984: Águia na Cabeça[6]
- 1978: Batalha dos Guararapes
- 1976: Soledade, a Bagaceira[5]
- 1975: Museu do Ouro de Sabará (curta-metragem)
- 1974: Sagarana, o Duelo[5][1]
- 1970: Os Senhores da Terra[5][1]
- 1968: A Criação Literária de Guimarães Rosa (curta-metragem)
- 1967: Memória e Ódio (curta-metragem)
- 1965: O Homem na Praça (curta-metragem)
- 1964: Baixada Fluminense (curta-metragem)